# Zaplať, kolik chceš
Zaplať, kolik chceš (neboli PWYW z anglického Pay what you want, též nazýváno „Value-for-Value model“) je způsob tvorby cen produktů, při němž zákazníci za daný produkt zaplatí právě tolik, kolik sami chtějí, někdy tak dokonce i vůbec nic. Podniky si stanoví minimální možnou částku, anebo je (pro ulehčení nákupu zákazníkovi) určena doporučená cena. To v praxi znamená, že zákazník může za daný produkt zaplatit i více než je standardní cena. Některé podniky si tyto doporučené ceny stanoví již při samotném přechodu na tuto novou cenovou strategii, jiné naopak určují ceny až na základě delší zkušenosti (podobně jako u spropitného). PWYW je tedy formou určování ceny spoluprací zákazníka a prodávajícího.

## Motivace
Svoboda zákazníků v ohledu určování ceny, kterou PWYW poskytuje, může být v jistých případech velmi úspěšnou strategií, neboť se tak eliminuje mnoho nevýhod, které klasický způsob oceňování produktů přináší. Zákazníci jsou přilákáni onou možností zaplatit jen tolik, kolik chtějí. Takto se totiž vyhnou možným obavám, zda kvalita produktu odpovídá stanovené ceně, a tedy i případnému zklamání v případě, že s kvalitou spokojeni nejsou. Prodejci se naopak vyhnou občas obtížnému a riskantnímu úkolu určit právě tu správnou cenu (což se může v různých ekonomických odvětvích lišit). Pro obě zúčastněné strany se tak vylučuje riziko jednostranného zisku, jež je založený na ceně, a situace se mění na oboustranně výhodnou výměnu založenou na hodnotě a důvěře. Tato strategie zároveň bere v potaz fakt, že vnímání hodnoty a cenová citlivost jsou faktory, které se mohou u zákazníků lišit. Zatímco jsme se s užitím PWYW mohli dosud setkat především na okraji ekonomiky, nebo v případě speciálních příležitostných akcí, v současné době se čím dál tím častěji objevují pokusy o jeho rozšíření do běžného tržního prostředí. (viz kapitola „Rozšířené formy”)
Další důvody pro zavedení PWYW představuje například cenová diskriminace anebo vůbec samotná snaha proniknout na trh. Cenová diskriminace vzniká v situaci, kdy zákazníci zaplatí za daný produkt více než je doporučená cena. A tak pro prodejce, kterým se daří udržet nízké provozní náklady, by mohla cenová diskriminace přinést větší příjmy. PWYW je též efektivním nástrojem pro proniknutí do nového tržního prostředí. Může totiž sloužit například jako nástroj pro uvedení nové značky, neboť si daný produkt mohou pořídit i zákazníci, kteří jsou ochotni zaplatit jen limitované množství peněz.
V souvislosti s tímto tématem bychom se mohli setkat i s jinými označeními. Patří mezi ně například „pay what you wish“, „pay as you wish“, „pay as you like“, „pay what you will“ and „pay as you will“. „Pay what you can“ je často uvedeno jako další synonymum k těmto pojmům, nicméně častěji je spíše spojováno s charitativními projekty. Je tedy více založené na schopnosti platit, zatímco PWYW je založeno na kombinaci toho, jak lidé vnímají hodnotu a již zmiňovanou schopností platit.

## Historie a komerční využití
Přestože by se mohlo zdát, že je PWYW poměrně mladou záležitostí, existovalo již dlouho dobu na okraji ekonomiky. Hovořilo se o něm totiž v souvislosti s peněžními dary pouličním umělcům nebo například v souvislosti s charitativní činností. Je ale nezbytné dodat, že se v posledních letech těší čím dál tím větší oblibě i v jiných oblastech
- Představitel současné křesťanské hudby, Keith Green, užil podobné taktiky u prodeje svého alba So You Wanna Go Back Egypt. Toto album, dostupné pouze na Greenově webové stránce Last Days Ministries, si zákazník mohl objednat vyplněním formuláře, spolu s nímž pak poslal kupón, na kterém si sám určil placenou částku.

- PWYW našlo své užití i v kulturní oblasti, konkrétně v divadlech, která ho začala využívat při zvláštních příležitostech.[4]
- Od otevření restaurace Lentil As Anything v australském St. Kilda v roce 2000 se tato strategie začala šířit i do gastronomického prostředí. V následujících letech byly v okolí Melbourne otevřeny další restaurace. Pobočky byly otevřeny například i v Abbotsford Convent ve Footscray (v současné době již zavřeno) nebo v Thornbury. V roce 2013 otevřela společnost Lentil As Anything svou novou restauraci v Newtownu v australském Sydney
- V roce 2003 byla v Salt Lake City otevřena restaurace One World Everybody Eats[6], která byla následně o deset let později v roce 2013 uzavřena.[7]
- Freeware aplikace jsou často distribuovány pod donationware, jež vyzývá uživatele, aby darovali peníze přímo autorovi spíše než aby platili za samotný software, jak je to tradicí u Shareware modelu.
- Jeff Rosenstock, hlavní představitel dvou newyorských punkových skupin The Arrogant Sons of Bitches a Bomb the Music Industry!, začal v roce 2005 vydávat hudbu skrze webovou stránku své nahrávací značky Quote Unquote Records. Prvním takto vydaným bylo debutové album skupiny Bomb the Music Industry!, Album Minus Band. Zveřejněné skladby si může zájemce stáhnout zcela zdarma, příspěvky jsou dobrovolné. Na hlavičce jejich stránky stojí: „The First Ever Donation Based Record Label“ (v překladu „První nahrávací značka založená na principu darování“).[8]
- Zásadní zlom přišel v říjnu roku 2007, kdy skupina Radiohead vydala v digitální podobě své sedmé album In Rainbows užívajíc PWYW systém.[9]
- V prosinci roku 2007 se stala punk-metalová nahrávací značka Moshpit Tragedy Records úplně první svého druhu, která začala zcela fungovat na základě PWYW systému stahování hudby.[10]
- V roce 2008 se do tohoto systému zapojil i Wheatus. Bylo tak zamýšleno nejen pro budoucí alba, ale i všechna dříve vydaná, ke kterým vlastnil práva.
- Koo Koo Kanga Roo, dětské komediantské hip-hopové duo, vydalo pod tímto systémem všechny své nahrané skladby. Tato skupina se sama označuje za live band („naživo hrající skupina“), proto musí svou hudbu rozdávat, aby ji mohlo slyšet co nejvíce lidí, kteří pak budou schopni se aktivně zapojit do jednotlivých vystoupení. Ať už zpěvem či tancem.
- V roce 2010 tento systém použila pekárna Panera Bread na missourském předměstí St. Louis. Následovalo jeho rozšíření do dalších poboček a od té doby se této společnosti dostává mnohem větší pozornosti.[3]
- V průběhu května roku 2010 byla na trh uvedena pod společným názvem Humble Indie Bundle kolekce šesti na sobě nezávisle vyvinutých počítačových her, které bylo možné si stáhnout v digitální podobě. Jejich koupě byla opět založena na PWYW modelu (včetně dobrovolného příspěvku). Celkově bylo vybráno 1.27 milionů USD (tj. v přepočtu k listopadu 2018). Od té doby bylo uskutečněno více než dvacet dalších takových prodejů (tzn. na principu „balíčkové“ koupě), z nichž celkové výnosy přesáhly výši 19 milionů USD a zajistily tak v květnu 2011 investici od Sequoia Capital ve výši 4.7 milionů USD. Na konci roku 2012 uskutečnil McPixel ve spolupráci s The Pirate Bay speciální PWYW víkend. Jeden z vývojářů, Mikolaj Kaminski, si totiž přál, aby lidé jeho hru zkusili a měli tak důvod si ji nakonec i koupit.
- Canonical tento systém zrealizoval na Ubuntu, což je webová stránka poskytující nejrůznější věci ke stažení. Jejich sdělení uživatelům se mnohdy liší, ale většina nabádá, aby lidé prokázali Ubuntu trochu přízně. Jedinec si může sám přizpůsobit darovanou částku pro každou vývojářskou iniciativu počínaje 0 a konče 125 USD. Celý platební proces je ale možné přeskočit a přejít rovnou k samotnému stahování vybraného operačního systému.

## Zaplať, kolik chceš v ČR
První restaurací, která užila principu „zaplať, kolik chceš“, byla pražská restaurace U Petrské věže. Akce se uskutečnila v únoru roku 2009, měla trvat 14 dní, a vztahovala se pouze na jídlo, o ceně nápojů už smlouvat možné nebylo. Majitel, Michal Jeník, se inspiroval Velkou Británií. Viděl v této akci potenciál, jak přilákat nové zákazníky, po kterých je obecně v zimních měsících silná poptávka. Zároveň se ale jednalo o období hospodářské krize, zákazníků byl tedy nedostatek i v letních měsících. Akce ale úspěšná příliš nebyla a byla nakonec předčasně ukončena.
V herním světě se postem prvenství může chlubit česká společnost Cinemax, která se rozhodla takto nabízet jeden ze svých starších titulů, hru jménem Daemonica. Nejnižší možná pořizovací cena činila 1 Kč. Tato akce dopadla, jak zmiňuje vedoucí studia Lukáš Macura, co se týče ohlasů a zájmu pozitivně, zklamání ale přinesl vysoký podíl nejnižších zaplacených částek. Jednalo se o částky v rozmezí 0.10 až 10 Kč a celkově činily více než třetinu, přesněji 38 %.
Jak již vyplývá z předchozích příkladů, v Česku se tento koncept netěší příliš velkému úspěchu. Přesto bychom neměli opomenout i úspěšný podnik, a to zimní kiosek na trase Jizerské magistrály, kde se tato strategie osvědčila.

## Výzkum
Proslulost experimentu skupiny Radiohead spustila smršť ekonomických a obchodních studií, soustředících se zejména na behaviorální ekonomické aspekty PWYW, tedy co kupující motivuje zaplatit více, než nulovou částku a jak mají prodejci proces PWYW strukturovat, aby dosáhli toužené cenové hladiny. Jedna brzká studie byla provedena Kimem et. al. v lednu roku 2009.
Ve velkoplošném výzkumu provedeném v zábavním parku testovali Ayelet Gneezy, Uri Gneezy, Leif D. Nelson, and Amber Brown efektivitu PWYW prodejem fotografií z horské dráhy návštěvníkům parku. Výsledky ukazují, že zatímco si fotografii koupí o mnoho více lidí, pokud je nabízena za PWYW podmínek, průměrně je taková platba je velmi nízká (0,92 $), což firmě nepřináší žádné zvýšení zisku. Avšak když byl princip PWYW spojen s možností přispět na dobročinné účely (kupující byli informováni, že mohou zaplatit kolik chtějí, a že polovina této částky bude věnována organizaci na podporu pacientů), průměrná zaplacená částka se podstatně zvýšila (na 6,5 $). To vedlo jednak k významnému zvýšení zisku pro firmu a jednak ke značnému příspěvku charitě. V dodatečném výzkumu z roku 2012 A. Gneezy a kolegové zjistili, že PWYW model může některé zákazníky odradit od koupě. Z výsledků výzkumu je patrné, že se to děje proto, že „někteří jedinci mají špatný pocit, když zaplatí méně, než „odpovídající” částku, což je ve výsledku odradí od koupě daného produktu”.
Série řízených laboratorních experimentů provedená Klaus M. Schmidtem, M. Spannem a R. Zeithammerem ukazuje, že to, proč a kolik je kupující ochoten dobrovolně zaplatit PWYW prodejci se dá vysvětlit na výsledcích založenými sociálními preferencemi a strategickými úvahami, mající za cíl udržet prodávajícího na trhu. Shledali, že PWYW model může být životaschopný na trhu, ve kterém má prodejce monopol, ale je méně úspěšný jako kompetitivní strategie, protože z trhu nevytlačuje tradiční prodejce s pevnou cenou zboží. Naopak, existence těchto tradičních konkurentů snižuje cenu, kterou kupující zaplatí a zabraňuje PWYW prodejci v plném proniknutí na trh. Když mají prodejci na výběr, většina z nich se rozhodne určit pevné ceny zboží, spíše než pro PWYW metodu oceňování.
Další PWYW experiment zkoumal determinanty cen, které si volili spotřebitelé aplikace iProduct, která poskytovala výukové materiály pro potenciální vývojáře mobilních aplikací v AppStore (iOS). Aplikace byla zdarma ke stažení a obsahovala mikrotransakce, prostřednictvím kterých mohli uživatelé ohodnotit jednotlivé výukové materiály dle svého vlastního uvážení. Tato studie zkoumala významnost čtyř determinantů, které ovlivňují, jakou cenu kupující zaplatí v PWYW modelu: spravedlnost (řádná kompenzace prodejci), loajalitu k prodejci, cenovou zdrženlivost (zaměření se na zaplacení nízké ceny), a na míru užívání (jak moc spotřebitel daný produkt užívá). Experiment shledal, že cenová zdrženlivost negativně ovlivnila výši ceny, zatímco míra užívání a loajalita ji ovlivnily pozitivně. Spravedlnost podle studie neměla žádný významný efekt.
Další výzkum se soustředil na dlouhodobou perspektivu zaplať, kolik chceš. Studie provedená výzkumníky z Ruhr-University of Bochum zkoumá opakované transakce v PWYW prostředí. Použitím modelování latentního růstu zjistili, že průměrná výše zaplacené ceny značně klesá, zatímco pokles výše zaplacené ceny se s každou trasakcí snižuje. Dále ukazují, že preference zákazníků pro spravedlnost a cenovou zdrženlivost ovlivňují příkrost jednotlivých cenových křivek.
Širší přezkoumání literatury o problematice PWYW a příbuzných formách dobrovolné platby(spropitné, dary) od Nattera a Kaufmanna publikované v roce 2015, zkoumá mnoho relevantních faktorů vztahujících se ke strategiím dobrovolného oceňování včetně charakteristik produktů, charakteristik spotřebitelů, situačních proměnných, relačních technik a referenčních cen.

## Rozšířené formy
Snahy vylepšit model PWYW se soustředí na rozšíření jeho výhod tak, aby byl více užitečný pro prodejce a zároveň si uchoval svou inherentní atraktivitu pro kupující.
Jedno prosté vylepšení je přesunutí času placení od obvyklého zvyku ex ante oceňování, které probíhá na začátku transakce před konzumací produktu, k ex post oceňování, což přesune akt platby za konzumaci produktu. Jeden akademický článek  vysvětluje, že post-oceňování „odděluje rozhodnutí koupit si od rozhodnutí kolik za produkt zaplatit. Asymetrie informace ohledně kvality zboží jsou redukovány při aktu konzumace tak, že kupující jsou informováni o kvalitě produktu, už když se rozhodují kolik zaplatit. Jakožto důsledek, kupující, kteří mají tendenci vyhýbat se riziku, a kteří by se zdrželi koupě při běžném mechanismu pevné ceny, mohou být za ex post PWYW způsobu oceňování přitahováni ke koupi.
Další takové vylepšení se dá najít u Humble Bundle, který ke svým transakcím přidal charitativní komponent, aby dále zvýšil ochotu kupujících zaplatit. Toto je podobné PWYW výzkumu zmíněnému výše. Humble bundle rovněž povzbuzuje kupující k tomu aby  „předčili průměr“ přidáním dodatečného obsahu pro zákazníky platící více, než současnou kupní cenu.
Další pokrok je rozšířený proces, nazývaný FairPay (zkratka pro Fair PWYW), který přesouvá rámec PWYW od pohledu na jednotlivé transakce k trvajícímu vztahu během celé řady transakcí. Staví na výhodách ex-post PWYW oceňování (viz výše) a přidává k němu proces sledování toho, jak spravedlivě jednotliví zákazníci platí (podle posouzení prodávajícího). Poté se na základě dat o spravedlnostní reputaci prodejce rozhodne jaké další nabídky tomuto konkrétnímu zákazníkovi poskytne.Tímto způsobem se snaží motivovat spravedlivé oceňování kupci (aby si udrželi dobrou reputaci a byli tak způsobilý pro budoucí nabídky) a umožnit prodejcům limitovat míru rizika u každé transakce na základě kupcovy reputace. Architektura FairPay a to, jak staví na moderních oceňovacích strategiích byla načrtnuta na Harvard Business Review Blogu. FairPay včleňuje PWYW do cyklu zpětné vazby a kontroly. Tento proces nepřetržitě vyhledává oboustranně výhodné nabídky, které odrážejí dynamiku vnímání hodnoty a ochotu zaplatit kupujícího. Toto napomáhá spoluvytváření zákaznické hodnoty napříč vztahem.